# ادوارد پیرسی
ادوارد پیرسی (انگلیسی: Edward Piercy; ۲۶ دسامبر ۱۸۸۲ – ۳ ژانویهٔ ۱۹۶۸) دوچرخه‌سوار اهل بریتانیا بود. وی در بازی‌های المپیک تابستانی ۱۹۰۸ شرکت کرده است.